# عبد الحميد عوض الشطيطي
عبد الحميد بوزيد الشطيطي من مو اليد مدينة بنغازي سنة 1926 وانتقل مع والده إلى منطقة الكويفية في سنة 1930ولم تمضي سوى سنوات معدوده حتى حضر الشيخ علي سالم المسلاتي وكلف بإمامة المسجد العتيق وحفظ العديد من الطلبة وكان من بيهم الشيخ عبد الحميد أم الشيخ بالناس صلاة التراويح وهو ابن ال13سنه وفي سنة 1957 تقدم بطلب لإدارة التعليم وعين مدرسا في مادة التربية القرآنيه وكلف بالتدريس في دار رعاية الأحداث واستمر بهاحتى انتقاله لمنطقة البركة ببنغازي حيث أحيل للتقاعد على طلبه سنة 1992 وكلف خطيبا في عام 1970بمسجد بوعوينه صلى هناك بالناس صلاة التراويح وبعد أعوام عده نقل لمسجد الدراوي واستقر به خطيبا وإماما لصلاة التراويح حتى سنة 1986 حيث ترك أداء خطبة الجمعة لظروف خاصه بهوفي هذه الفترة بدأبإنشاء غرفه صغيره بجوار منزله لتحفيظ أبناء قريته القرآن الكريم وفعلا أنشأ دارا متواضعه سنة 1987 واستمر بها حتى عام 1990 حيث طورها بحجره حديثه مع مرافقه ملاصقة لبيته ليكمل فيها مسيرته تحفيظ القرآن الكريم لأبناء هذه المنطقة التي يقيم بها تحت إشراف ومتابعة الهيئة العامة للاوقاف واستمر في عطاءه حتى حفظ عددا كبيرامن الشيوخ الاجلاء في منطقة الكويفيه ومنهم من شارك في مسابقة القرآن الكريم على مستوى الجماهيريه واستمر في تحفيظ القرآن الكريم حتى بعد مرضه وسافر إلى خارج الجماهيريه للعلاج ورجع لكن لازمه المرض حتى فارق الحياة يوم الجمعة 13/6/2003 وودعه أولاده وطلبته ومحبيه في جنازه كبيره بعد ظهر ذلك اليوم ودفن بمقبرة الكويفيه